# Ligne de tramway 502
La ligne 502 est une ancienne ligne de tramway vicinal de la Société nationale des chemins de fer vicinaux (SNCV) qui reliait Arlon à Ethe. Elle fait partie du groupe d'Arlon.

## Histoire
1937 : suppression des services voyageur et fret.